# اوگرودنگکی (شهرستان سین)
اوگرودنگکی (به لهستانی:  Ogrodniki) یک روستا در لهستان است که در گمینا سینه واقع شده‌است. اوگرودنگکی ۶۰ نفر جمعیت دارد.